# Gevolt
Gevolt (идиш געוואָלט‎ — «Гевалт», букв. «караул») — израильская метал-группа, основанная в 2001 году. Группа известна как пионеры идиш-метала. Она стала первой группой, объединившей традиционную музыку на идише с металлом. 

## История
Группа была основана в Израиле в 2001 году Анатолием Бондером (вокал), Евгением Кушниром (гитара), Олегом Шумским (ударные) и Максом Манном (бас-гитара) под названием ивр. אדוני צבאות‎. Группа дебютировала на израильском фестивале русского метала «Корсик». В 2005 году к ним присоединилась Марина Клионски (скрипка). В 2006 году группа сменила название на «Gevolt». Среди репертуара: «Бай мир бисту шейн», «Тум-балалайка», «Зог нит кейн мол» и другие композиции.
В 2006 году «Gevolt» выпустили свой дебютный полноформатный альбом «Сидур» на русском языке. После релиза группу покинул Олег Шумский, и его заменил Вадим Вайнштейн, а также к группе присоединился Дмитрий Лифшиц (синтезаторы).
«Gevolt» приступили к записи своего второго альбома в 2005 году и выпустили двухтрековый промо-сингл «Yiddish Metal» в 2007 году. В этом сингле группа изменила свою концепцию и начала петь на идиш, исполняя каверы на классические идишские песни.
В 2008 году у «Сидура» было переиздание в США и Канаде на лейбле Renaissance Records/Koch Entertainment Distribution. В то же время группу покинула Марина Клионски, и у Gevolt появились две скрипачки: Анна Агре и Ева Ефремова. Анна Агре покинула группу через год.
В 2009 году группу покинул Евгений Кушнир, и его заменил Михаэль Гиммерверт. В 2010 году Макс Манн ушел, и его заменил Марк Леховицер.
В феврале 2011 года «Gevolt» выпустили свой второй полноформатный альбом AlefBase. AlefBase, первый метал-альбом, полностью с текстами на идиш, получил положительные отзывы и получил освещение в Die Welt, Jerusalem Post, The Forward.
В 2012 году Марк Леховицер покинул «Gevolt». В 2013 году группу покинул Михаэль Гиммерверт и к ней присоединились новые гитарист и басист Вадим Райцес и Антон Скороходов.
В 2013 году группа выступила на Folk-Fest Israel на одной сцене с Korpiklaani и Týr
«Gevolt» выпустила сингл Nu Klezmer Metal «Khokhotshet», вышедший в марте 2015 года. Вадим Райцес и Антон Скороходов ушли после выпуска сингла «Khokhotshet» в 2015 году.
В 2016 году «Gevolt» провели мини-тур по Китаю, где выступили на двух крупных мероприятиях: Taihu Midi Festival и Dream Sonic Festival. Для этого тура с возвращением Майкла Гиммерверта группа сформировала новый состав, в который вошли Алекс Звулун (бас), Марианна Тур (скрипка) и Дрор Гольдштейн (ударные).

## Дискография
| Дата выпуска | Название      | Тип                   |
| ------------ | ------------- | --------------------- |
| 2006         | Sidur         | Полноформатный альбом |
| 2007         | Yiddish Metal | Сингл                 |
| 2011         | AlefBase      | Полноформатный альбом |
| 2015         | Khokhotshet   | Сингл                 |

## Участники группы
- Анатолий Бондер — вокал (2001 — настоящее время)
- Дмитрий Лифшиц — синтезаторы (2006 — настоящее время)
- Вадим Вайнштейн — ударные (2006 — настоящее время)
- Ева Ефремова — скрипка (2008 — настоящее время)

### Бывшие участники
- Вадим Райцес — гитары (2013—2015)
- Евгений Кушнир — гитары (2001—2009)
- Антон Скороходов — бас (2013—2015)
- Марк Леховицер — бас (2010—2013)
- Майкл Гиммерверт — гитары (2009—2013)
- Анна Агре — скрипка (2008—2009)
- Марина Клионски — скрипка (2005—2008)
- Макс Манн — бас (2001—2010)
- Олег Шумский — ударные (2001—2006)